# 野史
野史（やし、拼音: Yě shǐ）とは、歴史学における用語であり、正史の対義語にあたる。稗史（はいし、拼音: bài shǐ）ともいう。“正史”に記録されていないか、“正史”とはされなかった民間で編纂された史書や、または伝聞の記録、民間に伝わる話、およびそれらに基づいて編纂された史書を指す。必ずしも虚構とはいえない、とされている。例えば、『漢書』「芸文志」は如淳の言葉を引いている。
「細米爲稗、街談巷説、甚細碎之言也。王者欲知里巷風俗、故立稗官、使稱説之。」
余嘉錫は『小説家出於稗官説』のなかで、「稗官者天子之士也」としている。周楞伽の『稗官考』では、稗官は「天子之士」であるという説に反対している。
中国歴代王朝の正史は皆儒家や士大夫が編集したものである。正史においては勝者を王となしており、また儒学の理想に合うようになっており、曲筆や欺瞞もないわけではない。『論語』の中で紂王が「天下之悪皆帰焉」とされているように、正史では真実が隠蔽されていることがある。また、苻堅の即位に関する記載など、事蹟が改竄されていることもある。唐太宗は、玄武門の変についても記述を変えさせている。野史は中国の歴史の真相を研究する上では、参考にする価値があり、軽んずるべきものではないとされている。